# Abdaoui
Abdaoui, auch Chaoui (Zentralatlas-Tamazight ⵛⴰⵡⵉ), ist ein traditioneller Volkstanz der Chaouia-Berber im Aurès-Gebirge im Nordosten Algeriens. Er ist Teil des jedes Jahr im Frühling veranstalteten Fruchtbarkeitsfestes Bendou und wird von jeweils zwei jungen Frauen paarweise getanzt. Die Symbolik des Festes verbindet weit verbreitete jahreszyklische Pflanzenwachstumsrituale mit magischen Methoden zur Sicherung der menschlichen Fruchtbarkeit.

## Kulturelles Umfeld und Ursprung
In Algerien leben 25 bis 30 Prozent berbersprachige Bevölkerungsgruppen, die sich in der arabischen Mehrheitsgesellschaft eigene Traditionen erhalten haben, die auf vorislamische Wurzel zurückgehen. Hierzu gehören Tänze und Lieder, deren Inhalt um die Themen Feldarbeit, Viehzucht, Liebe, Krieg und den Jahreszyklus der Natur kreist. In Algerien lassen sich zahlreiche regional verbreitete Gruppentänze auflisten, deren Tradition aber nicht in allen Fällen noch gepflegt wird. In Nordostalgerien ist Chaoui der Sammelbegriff für alle Tänze der Chaouia-Berber, zu denen neben Abdaoui auch Archaoui, Rebbakli, Sahli und Talhit gehören.
An den meisten Tänze nehmen Frauen teil, Kriegstänze und ekstatische Tänze von Sufi-Bruderschaften (Hadhra) sind für Männer reserviert. Beide Geschlechter treten nur in Ausnahmefällen gemeinsam auf. Bestimmte erotische Tanzstile von Berberfrauen wurden von muslimischen Autoritäten verboten und sind im Laufe des 20. Jahrhunderts verschwunden. Der bekannteste erotische Frauentanz in Algerien war der Oulad Nail (Ouled Nail oder Nailyat), benannt nach seiner Herkunftsregion, einem Gebirgszug in der südalgerischen Sahara. Wie die unverheirateten Nailyat-Mädchen besaßen auch professionell tanzende Frauen der Chaouia einen besonderen Ruf wegen ihrer Verführungskünste. Die Chaouia-Tänzerinnen hießen Azriat (Azrias) und bewegten sich (bis zur Mitte des 20. Jahrhunderts) so freizügig in der Öffentlichkeit, wie es für die übrigen Berberfrauen nicht möglich gewesen wäre. 
Demgegenüber wird der Abdaoui nicht von außenstehenden, sondern von in der dörflichen Gesellschaft eingebundenen Mädchen getanzt. Das Ritual soll das Wachstum der Natur und den Kindersegen fördern sowie für Wohlstand sorgen. Die Zusammenkünfte haben nebenher soziale Effekte, die versammelten Familien können Beschneidungen feiern und untereinander Absprachen treffen.
Der Abdaoui-Tanz beruht auf der Geschichte von einem großzügigen alten Mann in der Kleinstadt Arris (in der Provinz Batna). Er besaß einen Feigenbaum und erlaubte jedem Vorbeikommenden, sich von den Früchten zu nehmen. Als der gute Mann gestorben war, begrub man ihn unter seinem Baum und verehrte ihn fortan als einen Heiligen (Marabout). Zu seinem Gedenken wurde jedes Jahr zur Erntezeit im Frühling eine Art Erntedankfest veranstaltet, bei dem der Baum mit verschiedenen Früchten behängt wurde. Der Feigenbaum ist heute verschwunden, aber an seiner Stelle werden von den Dorfbewohnern mitgebrachte Früchte und Gemüse an einem Mast aufgehängt, der wie die gesamte Zeremonie Bendou genannt wird. Der Dorfälteste hat die Aufgabe, den Mast so zu schmücken, dass möglichst viele Früchte daran hängen.
Zu Beginn des Festes wird in einer Prozession der Mast an der Grabstätte (Qubba) des Heiligen vorbei durch das ganze Dorf bis zum Hauptplatz getragen. Den Bendou trägt ein Mann, ihm voraus gehen zwei junge Mädchen, die den Weg vor bösen Geistern freimachen, indem sie Salz ausstreuen. Dahinter folgt ein Frauenchor, der von musizierenden Männern begleitet wird. Am Platz angekommen umkreisen die Zuschauer den Mast und der Dorfälteste gibt jedem Mädchen, deren Hochzeit schon beschlossen ist, eine Dattel als Symbol der erhofften Fruchtbarkeit.

## Tanz und Musik
Die beiden und weitere Mädchen tanzen nun jeweils zu zweit den Abdaoui. Alle sind mit langen schwarzen Gewändern bekleidet und haben ihren schönsten Silberschmuck angelegt, bestehend aus schweren Ohrringen, Anhängern vor der Brust sowie Kettchen um Hand- und Fußgelenke. Die Fußkettchen (arabisch ḫalḫal, Pl. ḫalāḫil) aus breiten gravierten und schmalen Reifen schlagen beim Stampfen mit hellem Klang aufeinander. Silber gilt im Islam als besonders reines, glückbringendes Material und eignet sich für Amulette wie die Hand der Fatima, die als flaches Plättchen (khalkhal) zahlreich in den Schmuckstücken auftaucht. Über die Schultern haben die Mädchen ein Tuch aus heller Wolle gelegt und den Kopf mit einem Schal (guenur) umhüllt.
Die Mädchen bewegen sich leichtfüßig schwebend im Kreis zu einer Musik im 8/8tel Takt um den Bendou herum. Während die Füße kleine Schritte machen, bleibt der Oberkörper gerade. Die Bewegungen verlaufen in kreuzförmigen Bahnen. Wenn die Tänzerinnen sich begegnen, bleiben sie Rücken an Rücken stehen und stampfen mit den Füßen, damit die Kettchen an den Knöcheln klingeln. Danach lüften sie mit den Fingern plötzlich den oberen Teil des Gewandes nach außen und wirken so wie fliegende Vögel. Diese Bewegung nennt sich passenderweise h’jillette, abgeleitet von h’ajal, „Fasan“.
Das Begleitorchester besteht aus dem hölzernen Doppelrohrblattinstrument ghaita (in Algerien al-gaita, im Osten auch zurna), das in Bauart und Spielweise ein typischer Vertreter der surnai-Familie ist, und einer t'bol. Diese große, tief klingende, zweifellige Zylindertrommel wird mit Stöcken geschlagen.